# Barsina
Barsina (grč. Βαρσίνη, 363. – 309. pr. Kr.) je bila kćer Artabaza II., satrapa perzijske pokrajine Frigije, te žena Mentora s Rodosa. Nakon Mentorove smrti 340. pr. Kr. Barsina se udala za njegovog brata Memnona. Kada je 334. pr. Kr. Aleksandar Makedonski krenuo u pohod na Aziju, Memnon je poslao Barsinu i njenu djecu kod perzijskog vladara Darija III. Kodomana, no kada je iduće godine Damask pao u makedonske ruke Brasinu je zarobio Aleksandar, kojem je rodila sina Herakla. Nakon Aleksandrove smrti 323. pr. Kr. makedonski general Nearh neuspješno se zalagao da Heraklo naslijedi oca na mjestu makedonskog vladara. Sudeći prema djelima antičkih povjesničara Diodora i Justina, čini se kako je dječak odrastao u Pergamu pod skrbništvom Barsine, no oboje su ubijeni 309. pr. Kr. na zahtjev makedonskog kralja Kasandara.

## Poveznice
- Perzijsko Carstvo
- Artabaz II.
- Mentor s Rodosa
- Memnon s Rodosa
- Aleksandar Makedonski

## Vanjske poveznice
- Barsina (Barsine), AncientLibrary.com  Arhivirana inačica izvorne stranice od 1. siječnja 2006. (Wayback Machine)
- [neaktivna poveznica]